# الاحسون (الثلث)

تعديل مصدري - تعديل

الاحسون محلة تابعة لقرية وادي بوكر، التابعة لعزلة بني احمد والثلث بمديرية فرع العدين إحدى مديريات محافظة إب في الجمهورية اليمنية، بلغ تعداد سكانها 211 حسب تعداد اليمن لعام 2004.